# Zmarli w listopadzie 2012

## Listopad 2012
- 30 listopada
  - Mario Ardizzon – włoski piłkarz[1]
  - Inder Kumar Gujral − indyjski polityk, premier Indii w latach 1997–1998[2]
  - Roman Wusatowski − polski naukowiec, profesor, specjalista nauk fizycznych w zakresie inżynierii materiałowej, metalurgii, mechaniki, o specjalności przeróbka plastyczna i inżynieria materiałowa[3]
- 29 listopada
  - Dean Brown − amerykański futbolista[4]
  - Klaus Schütz − niemiecki polityk[5]
  - Jacek Woźniakowski − polski historyk sztuki, pisarz, publicysta, profesor Katolickiego Uniwersytetu Lubelskiego, prezydent Krakowa w latach 1990–1991[6]
- 28 listopada
  - Knut Ahnlund − szwedzki pisarz, historyk literatury, członek Akademii Szwedzkiej[7]
  - Gloria Davy – amerykańska śpiewaczka operowa (sopran)[8]
  - Ab Fafié − holenderski piłkarz i trener[9]
  - Fidélis − brazylijski piłkarz, reprezentant Brazylii[10]
  - Dragutin Haramija − jugosłowiański polityk, premier Chorwacji w latach 1969–1971[11]
  - Spain Rodriguez – amerykański rysownik komiksowy[12]
  - Rudolf Schieler – niemiecki polityk, samorządowiec i prawnik, eurodeputowany I kadencji (1979–1984)[13]
- 27 listopada
  - Mickey Baker − amerykański gitarzysta jazzowy i bluesowy[14]
  - René Hengel − luksemburski polityk[15]
  - Erik Izraelewicz − francuski dziennikarz[16]
  - Pascal Kalemba − piłkarz reprezentacji Demokratycznej Republiki Konga[17]
  - Bob Kellett – angielski reżyser, producent i scenarzysta filmowy[18]
  - Ladislas Kijno − francuski malarz[19]
  - Kazimierz Suder – polski duchowny katolicki, ksiądz Infułat, seminaryjny przyjaciel Karola Wojtyły, późniejszego papieża Jana Pawła II[20]
- 26 listopada
  - Joanna Bogacka – polska aktorka[21]
  - Celso Advento Castillo − filipiński reżyser, scenarzysta i aktor filmowy[22]
  - Joe Kulbacki − amerykański futbolista[23]
  - Joseph Murray – amerykański chirurg, twórca współczesnej transplantologii, noblista[24]
  - Martin Richards – amerykański producent filmowy (Chicago)[25]
  - Julius Veselka – litewski ekonomista, polityk, minister gospodarki w latach 1992–1994[26]
- 25 listopada
  - Peter-Klaus Budig – wschodnioniemiecki inżynier elektryk, profesor, minister nauki i technologii (1989–1990)[27]
  - Earl Carroll – amerykański piosenkarz[28]
  - Simeon ten Holt – holenderski kompozytor[29]
  - Zdzisław Jarmużek – polski polityk, lekarz psychiatra, senator III, IV i V kadencji (1993–2005)[30]
  - Thomas Robinson – bahamski lekkoatleta, sprinter[31]
  - Dave Sexton – angielski piłkarz, trener, menadżer[32]
  - Dinah Sheridan – angielska aktorka[33]
  - Jim Temp – amerykański futbolista[34]
  - Carlisle Towery − amerykański koszykarz[35]
- 24 listopada
  - Héctor Camacho – portorykański bokser[36]
  - Ian Campbell – brytyjski muzyk folkowy[37]
  - Antoine Kohn – luksemburski piłkarz, trener[38]
  - Eugeniusz Postolski – polski górnik, działacz sportowy, wiceminister gospodarki[39]
  - Chris Stamp – brytyjski producent muzyczny i menedżer[40]
  - Jimmy Stewart − amerykański baseballista, grał w amerykańskiej lidze Major League Baseball[41]
  - Sebastián Viberti – argentyński piłkarz, trener[42]
  - Ernie Warlick – amerykański futbolista[43]
  - Jerzy Wróbel – polski naukowiec, specjalista w zakresie teorii konstrukcji maszyn, profesor[44]
- 23 listopada
  - Chuck Diering – amerykański baseballista, grał w amerykańskiej lidze Major League Baseball[45]
  - Larry Hagman – amerykański aktor[46]
  - Tadeusz Kwapień – polski trener, narciarz klasyczny i lekkoatleta, trzykrotny olimpijczyk[47]
  - Alfonso Montemayor – meksykański piłkarz[48]
  - Nelson Prudêncio – brazylijski lekkoatleta, trójskoczek, dwukrotny medalista olimpijski[49]
  - Hal Trosky Jr. – amerykański baseballista, grał w amerykańskiej lidze Major League Baseball[50]
- 22 listopada
  - Bryce Courtenay – południowoafrykański pisarz[51]
  - Raimund Krauth – niemiecki piłkarz[52]
  - Ken Rowe – amerykański baseballista, trener, grał w amerykańskiej lidze Major League Baseball[53]
  - Jan Trefulka – morawski pisarz, prozaik, dysydent[54]
- 21 listopada
  - Ajmal Kasab – pakistański terrorysta, uczestnik serii zamachów w Bombaju[55]
  - Vladka Meed – amerykańska, pochodząca z Polski bohaterka żydowskiego ruchu oporu w czasie II wojny światowej, działaczka na rzecz utrwalenia pamięci o Holokauście[56]
  - Austin Peralta – amerykański pianista jazzowy, kompozytor[57]
  - Deborah Raffin – amerykańska aktorka[58]
  - Emily Squires – amerykańska producentka filmowa[59]
  - Raszyd Szarafietdinow – radziecki lekkoatleta, długodystansowiec[60]
  - Algirdas Šocikas – litewski bokser, dwukrotny mistrz Europy w wadze ciężkiej[61]
- 20 listopada
  - William Grut – szwedzki pięcioboista nowoczesny, mistrz olimpijski z 1948[62]
  - Zbigniew Jabłoński – polski działacz sportowy, prezes PZPN[63]
  - Ivan Kušan – chorwacki pisarz, scenarzysta[64]
  - Flora Martirosyan – ormiańska piosenkarka[65]
  - Pete La Roca – amerykański perkusista jazzowy[66]
  - Izabella Wilczyńska-Szalawska – polska aktorka[67]
- 19 listopada
  - Walery Kujawski – polski inżynier mechanik i działacz państwowy, pułkownik, zastępca komendanta-prorektor Wojskowej Akademii Technicznej (1973–1974), wiceminister nauki, techniki i szkolnictwa wyższego (1974–1980)[68]
  - Albrecht Lempp – niemiecki tłumacz, doktor nauk humanistycznych, slawista[69]
  - Krzysztof Niemiec – polski lekarz, położnik, ginekolog, profesor nauk medycznych[70]
  - Tadeusz Przegaliński – polski kombatant i sybirak, uczestnik II wojny światowej[71]
  - Warren Rudman – amerykański polityk[72]
  - Boris Strugacki – rosyjski pisarz science fiction[73]
- 18 listopada
  - Jelena Donaldson-Achmyłowska – rosyjska szachistka, wicemistrzyni świata[74]
  - Stan Greig – szkocki pianista, perkusista i bandleader[75]
  - Ian Kirkpatrick – południowoafrykański rugbysta, trener[76]
  - Philip Ledger – brytyjski dyrygent, organista, kompozytor[77]
  - Remigiusz Mielcarek – polski podróżnik[78]
  - Kenny Morgans – walijski piłkarz, grał w Manchester United[79]
  - Helmut Sonnenfeldt – amerykański dyplomata, doradca do spraw międzynarodowych prezydentów Richarda Nixona i Geralda Forda[80]
  - Ryszard Sudyka – polski animator kultury, dyrektor Domu Kultury i RCKP w Krośnie[81]
- 17 listopada
  - Armand Desmet – belgijski kolarz szosowy[82]
  - Henryk Grzybowski – polski piłkarz, reprezentant Polski, olimpijczyk (1960)[83]
  - Freddy Schmidt – amerykański baseballista, grał w amerykańskiej lidze Major League Baseball[84]
  - Bal Thackeray – indyjski polityk prawicowy[85]
  - Margaret Yorke – brytyjska pisarka[86]
- 16 listopada
  - Peter Berghaus – niemiecki numizmatyk[87]
  - Patrick Edlinger – francuski wspinacz sportowy[88]
  - Józef Kudasiewicz – polski duchowny katolicki, ksiądz prof. dr hab, biblista[89]
  - Bob Scott – nowozelandzki rugbysta[90]
  - Phillip Yau Wing-choi – hongkoński kierowca wyścigowy[91]
- 15 listopada
  - Théophile Abega – kameruński piłkarz[92]
  - Luis Carreira – portugalski motocyklista[91]
  - Maleli Kunavore – fidżyjski rugbysta[93]
  - Bernard Lansky – amerykański krawiec, znany jako osobisty krawiec Elvisa Presleya[94]
  - Frode Thingnæs – norweski muzyk jazzowy, puzonista, kompozytor[95]
  - William Turnbull – szkocki rzeźbiarz, artysta[96]
  - Jerzy Żeligowski – polski lekkoatleta, skoczek w dal[97]
- 14 listopada
  - Alex Alves – brazylijski piłkarz[98]
  - Brian Davies – australijski rugbysta, reprezentant Australii[99]
  - Ahmed al-Dżabari – palestyński dowódca Hamasu[100]
  - Martin Fay – irlandzki muzyk, członek zespołu The Chieftains[101]
  - Jack Gilbert – amerykański poeta[102]
  - Norman Greenwood – australijski chemik, profesor University of Leeds[103]
  - Gail Harris – amerykański baseballista, grał w amerykańskiej lidze Major League Baseball[104]
  - Aliu Mahama – ghański polityk, wiceprezydent Ghany w latach 2001-2009[105]
  - Maxim Saury – francuski muzyk jazzowy, klarnecista[106]
- 13 listopada
  - Will Barnet – amerykański malarz, rysownik, grafik[107]
  - Bryce Bayer – amerykański naukowiec, twórca filtru Bayera[108]
  - Erazm Ciołek – polski fotoreporter, kronikarz „Solidarności”[109]
  - Tadeusz Kaczmarczyk – polski trener narciarski, trenował biegaczy i kombinatorów norweskich[110]
  - John Kelly – irlandzki lekkoatleta, chodziarz[111]
  - Robert Shirley – brytyjski arystokrata, polityk[112]
  - Antoni Weryński – polski piłkarz ręczny, młodzieżowy reprezentant Polski, działacz sportowy oraz cukiernik[113]
- 12 listopada
  - Hans Hammarskiöld(inne języki) – szwedzki fotograf[114]
  - Harry McShane – szkocki piłkarz[115]
  - Sergio Oliva – amerykański kulturysta[116]
  - Jimmy Omagbemi – nigeryjski lekkoatleta, uczestnik letnich igrzysk olimpijskich, medalista Igrzysk Wspólnoty Narodów[117].
  - Ronald Stretton – brytyjski kolarz torowy, olimpijczyk[118]
  - Joe Sutton – amerykański futbolista[119]
- 11 listopada
  - Joe Egan – angielski rugbysta[120]
  - Władysław Jędrzejewski – polski bokser wagi ciężkiej, medalista Mistrzostw Europy, olimpijczyk[121]
  - Victor Mees – belgijski piłkarz[122]
- 10 listopada
  - Eric Day – angielski piłkarz[123]
  - Jerzy Dudyński – pułkownik Wojska Polskiego, odznaczony Orderem Virtuti Militari
  - Forrest Morgan – amerykański bobsleista, olimpijczyk[124]
  - Birger Stromsheim – norweski komandos, brał udział w udanej operacji zniszczenia hitlerowskich instalacji programu broni atomowej[125]
- 9 listopada
  - Milan Čič – słowacki prawnik, polityk, minister sprawiedliwości, premier Słowacji w latach 1989–1990[126]
  - Major Harris – amerykański piosenkarz[127]
  - Siergiej Nikolski – rosyjski matematyk[128]
  - Jerzy Sopoćko – polski aktor i reżyser[129]
  - Jerzy Starnawski – polski historyk literatury[130]
  - Teresa Swędrowska – polska koszykarka, reprezentantka Polski[131]
  - Bill Tarmey – angielski aktor i piosenkarz, najbardziej znany z roli Jacka Duckwortha w operze mydlanej Coronation Street[132]
- 8 listopada
  - Lucille Bliss – amerykańska aktorka i aktorka głosowa[133]
  - Bob Gilfillan – szkocki piłkarz[134]
  - Gerard Gramse – polski lekkoatleta, sprinter[135]
  - Roger Hammond – angielski aktor[136]
  - Cornel Lucas – angielski fotograf[137]
  - Pete Namlook – niemiecki muzyk, artysta związany z muzyką elektroniczną[138]
- 7 listopada
  - Carmen Basilio – amerykański bokser[139]
  - Aleksandr Bierkutow – rosyjski wioślarz[140]
  - Heinz-Jürgen Blome – niemiecki piłkarz[141]
  - Ellen Douglas – amerykańska pisarka[142]
  - Cleve Duncan – amerykański piosenkarz Rhythm and bluesowy, członek grupy The Penguins[143]
  - Kevin O’Donnell Jr. – amerykański autor science fiction[144]
  - Richard Robbins – amerykański kompozytor filmowy[145]
  - Darrell Royal – amerykański futbolista i trener[146]
  - Elliott Stein – amerykański dziennikarz, historyk, scenarzysta[147]
- 6 listopada
  - Charles Delporte – belgijski artysta, malarz[148]
  - Clive Dunn – brytyjski aktor, komik, pisarz, znany z roli w serialu Armia tatuśka[149]
  - Vladimír Jiránek – czeski rysownik, reżyser, twórca filmów animowanych[150]
  - Rudolf Küster – niemiecki trójboista siłowy i strongman[151]
  - Maksym – zwierzchnik Bułgarskiego Kościoła Prawosławnego, patriarcha Bułgarii i metropolita sofijski[152]
  - Ivor Powell – walijski piłkarz[153]
  - Milivoj Slaviček – chorwacki pisarz[154]
- 5 listopada
  - Joseph Oliver Bowers SVD – dominicki duchowny katolicki, jeden z najdłużej żyjących biskupów w historii[155]
  - Olympe Bradna – francuska aktorka i tancerka[156]
  - Elliott Carter – amerykański kompozytor[157]
  - Szymon Czech – polski producent muzyczny, muzyk, kompozytor, multiinstrumentalista[158]
  - Leonardo Favio – argentyński aktor, piosenkarz, scenarzysta i reżyser filmowy[159]
  - Louis Pienaar – południowoafrykański polityk, dyplomata, minister spraw wewnętrznych w latach (1992–1993)[160]
  - Jimmy Stephen – szkocki piłkarz[161]
- 4 listopada
  - Ted Curson – amerykański trębacz jazzowy, znany ze współpracy z Charlesem Mingusem[162]
  - Jim Durham – amerykański komentator sportowy, komentował spotkania Chicago Bulls[163]
  - Romana Mater – polska reżyser radiowa[164]
  - Reg Pickett – angielski piłkarz[165]
- 3 listopada
  - Odd Børretzen – norweski ilustrator, artysta, pisarz i satyryk[166]
  - Tommy Godwin – brytyjski kolarz torowy[167]
  - Sław Krzemień-Ojak – polski filozof, tłumacz[168]
  - Jerzy Przystawa – polski fizyk i działacz polityczny, profesor Uniwersytetu Wrocławskiego[169]
  - Wojciech Słodkowski – polski dziennikarz, działacz opozycji w czasach PRL[170]
  - Zbigniew Wojciechowski – polski lekkoatleta, trójskoczek[171]
- 2 listopada
  - Milt Campbell – amerykański lekkoatleta, wieloboista, mistrz olimpijski[172]
  - Shukrullo Mirsaidov – radziecki (uzbecki) polityk i ekonomista, premier (1990) i wiceprezydent (1991–1992) Uzbeckiej Socjalistycznej Republiki Radzieckiej[173]
  - Pino Rauti – włoski polityk[174]
  - Han Suyin – chińska pisarka[175]
- 1 listopada
  - Brad Armstrong – amerykański wrestler, znany z federacji World Championship Wrestling[176]
  - Agustín García Calvo – hiszpański filozof, poeta, dramaturg[177]
  - Joseph Kimani – kenijski lekkoatleta, długodystansowiec[178][179]
  - Jan Louwers – holenderski piłkarz, grał w FC Eindhoven i Rodzie JC Kerkrade[180]
  - Mitch Lucker – amerykański wokalista zespołu Suicide Silence[181]
  - Pascual Pérez – dominikański baseballista, grał w amerykańskiej lidze Major League Baseball[182]

- data dzienna nieznana
  - Henryk Zając – polski działacz państwowy i inżynier, naczelnik Pszczyny, wicewojewoda katowicki (1978–1981)[183]